# Carsten Bunte
Carsten Bunte (* 10. Februar 1969) ist ein deutscher Filmproduzent, Animator und Drehbuchautor.

## Werdegang
2003 gründete Bunte zusammen mit sechs Studienkollegen in Ludwigsburg die Filmproduktionsgesellschaft Studio Soi, deren geschäftsführender Gesellschafter er ist.

## Filmografie (Auswahl)
- 2004: Straße der Spezialisten (Drehbuch)
- 2006: Olis Chance (Drehbuch)
- 2007: Engel zu Fuß (Produzent)
- 2007: Ernst im Herbst (Produzent)
- 2009: Der Kleine und das Biest (Produzent)
- 2009: Der Grüffelo (The Gruffalo, Co-Produzent)
- 2010: Das Bild der Prinzessin (Produzent)
- 2011–2013: Die fantastische Welt von Gumball (The Amazing World of Gumball, Co-Produzent, Animator)